# Reina Lupa

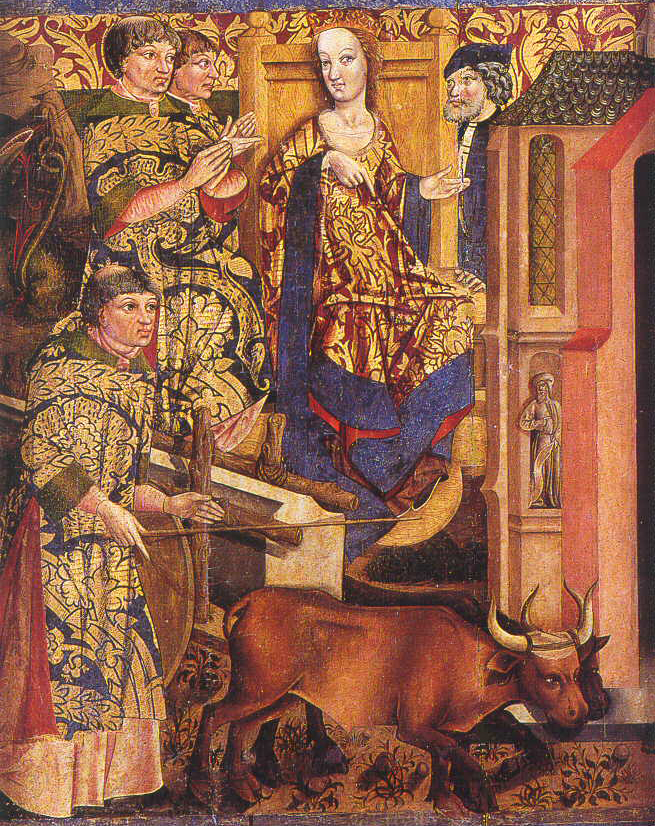
Portrait of Queen Lupa from the Museum of the Astorga Cathedral

La Reina Lupa, en gallego Raíña Lupa (también conocida como Reina Lopa, Reina Luparia, Reina Luca y Reina Loba), es un personaje de la mitología gallega.

## Leyenda

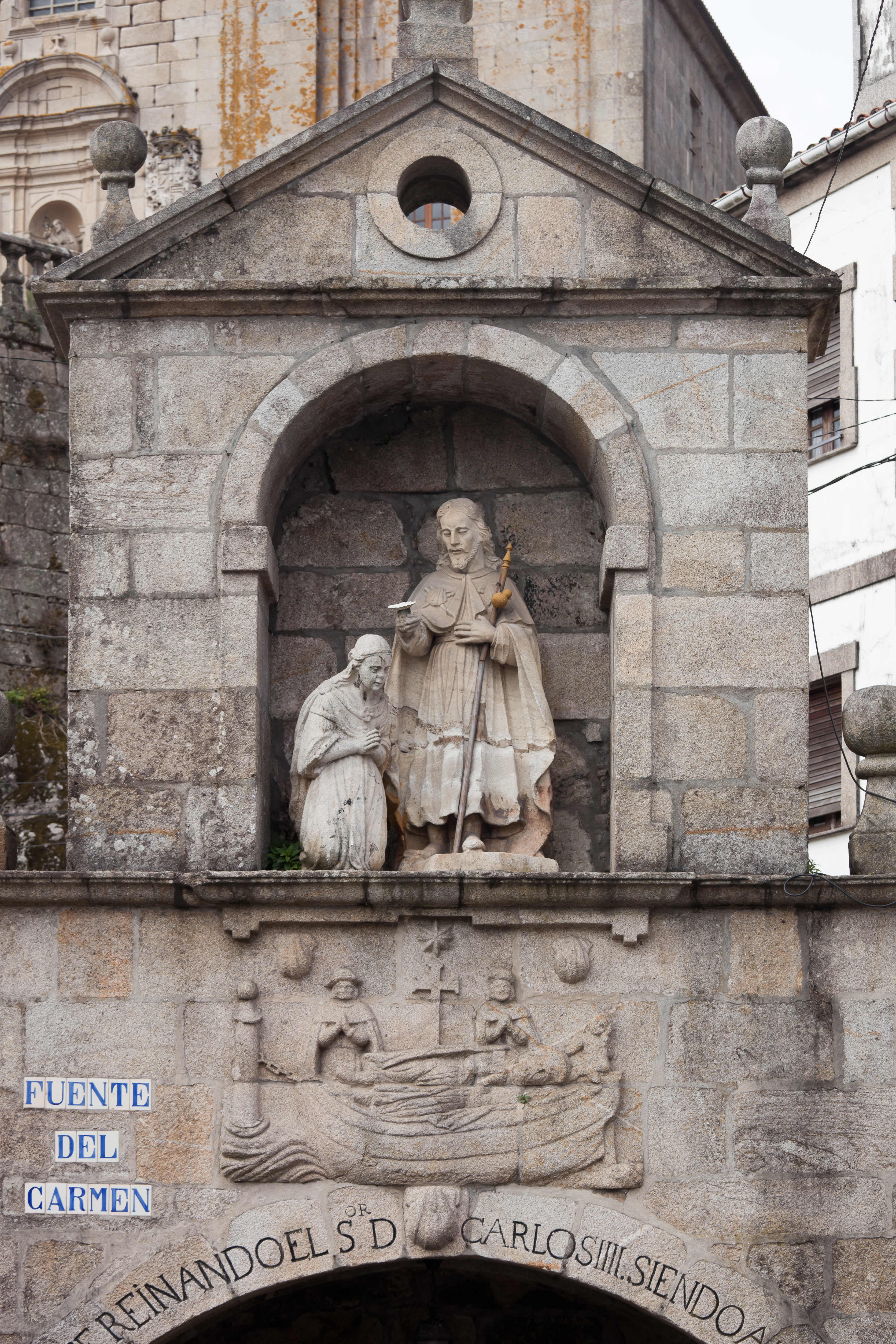
Bautismo de la reina Lupa por Santiago Apóstol. Fuente del Carmen

Aparece en el Códice Calixtino, en el que se cuenta como una vez llegados los restos del apóstol Santiago a Iria Flavia por parte de sus discípulos Teodoro y Atanasio, son depositados en la propiedad de una señora llamada Lupa. Esta los manda donde el gobernador de Duio, con la intención de que se deshaga de ellos. Pero el gobernador no sólo no consigue echarlos de allí, sino que muere en el intento. Tiempo después vuelven los discípulos con el cuerpo junto Lupa y esta (con malicia, ya que quiere engañarlos por segunda vez) los manda al Monte Ilicino (el actual Pico Sacro), para que cojan dos bueyes que les acarreen el material necesario para el sepulcro. En el Monte Ilicino, que tiene una cueva que es la entrada del Infierno, hay un dragón. Pero la presencia de una cruz lo fulmina, y los toros bravos que llevaban los discípulos se hacen dóciles milagrosamente. Lupa, al conocer que su plan había fracasado, se convierte al cristianismo y ayuda en la construcción del sepulcro del apóstol. Se piensa que Lupa podría ser la representación de una diosa precristiana, probablemente la versión femenina de Lug.